# 2023
| 2023                                                         |
| ------------------------------------------------------------ |
| Dødsfald - Fødsler                                           |
| • Begivenheder • Film • Litteratur • Musik • Politik • Sport |

| Gregoriansk kalender | 2023 MMXXIII            |
| Ab urbe condita      | 2776                    |
| Armensk kalender     | 1472 ԹՎ ՌՆՀԲ            |
| Kinesiske kalender   | 4719 – 4720 壬寅 – 癸卯 |
| Etiopisk kalender    | 2015 – 2016             |
| Jødisk kalender      | 5783 – 5784             |
| Hindukalendere       |                         |
| - Vikram Samvat      | 2078 – 2079             |
| - Shaka Samvat       | 1945 – 1946             |
| - Kali Yuga          | 5124 – 5125             |
| Iransk kalender      | 1401 – 1402             |
| Islamisk kalender    | 1445 – 1446             |

2023 (MMXXIII) begyndte på en søndag. Påsken faldt dette år den 9. april.
Regerende dronning i Danmark: Margrethe 2. 1972-2024
Se også 2023 (tal)

## Forudsigelser og planlagte hændelser
- Slovenien planlægger at nedlægge Krsko-atomkraftværket, landets eneste atomkraftværk[1].
- Den amerikanske historie- og arkæologiorganisation Ohio Historical Society frigiver kærlighedsbrevene mellem USAs 29. præsident Warren G. Harding (1865 – 1923) og hans angivelige elskerinde Carrie Fulton Phillips (1873 – 1960) – hundrede år efter hans død.
- Storebæltsbroen var forventet tilbagebetalt.[2] I 2011-årsrapporten for Sund & Bælt blev dette imidlertid justeret, så broen nu forventes tilbagebetalt i 2029.[3]

## Begivenheder

### Januar
- 1. januar - Prins Joachims børn Nikolai, Felix, Henrik og Athena mister deres titler som prinser og prinsesse og er fremover grever og komtesse.[4]
- 7. januar - Afstemningen om posten som formand for Repræsentanternes Hus slutter efter 14 stemmerunder. Det er første gang siden 1923, at en afstemning tager mere end én runde.[5] Republikaneren Kevin McCarthy blev valgt formand.
- 8. januar - Brasiliens kongres bliver angrebet af demonstranter.[6]
- 28. januar - En kinesisk luftballon observeres i nordamerikansk luftrum og bliver en uge senere skudt ned af amerikanerne.

### Februar
- 6. februar - Tyrkiet rammes af landets kraftigste jordskælv nogensinde. 59.259 personer meldes omkommet i Tyrkiet og Syrien.
- 17. februar - Stormen Otto rammer Nordeuropa
- 28. februar - Folketinget stemmer for at afskaffe store bededag i 2024. 95 stemmer for (Moderaterne, Socialdemokratiet, Venstre og Radikale Venstre) og 68 stemmer imod.[7]
- 28. februar - 57 personer dør ved en togulykke i Grækenland

### Marts
- 18. marts - Mindst 15 mennesker dør og flere hundreder bliver såret i forbindelse med et jordskælv i Guayas i Ecuador.
- 30. marts - Den tidligere amerikanske præsident, Donald Trump, bliver tiltalt for misbrug af kampagnepenge, da han i 2016 betalte pornostjernen Stormy Daniels[8] for at være stille om en affære, de havde i 2006, et år efter Trump blev gift.[9][10]

### April
- 4. april - Finland optages i NATO.
- 15. april - En 13-årig pige fra Sydvestsjælland bortføres og voldtages, men findes dagen efter i god behold.
- 21. april - Storbritanniens vicepremierminister, Dominic Raab, går af fra sin post efter anklager af mobberi fra hans personale. Han genopstiller ikke til næste Britiske parlamentsvalg i 2024/25.[11][12]

### Maj
- 6. maj- Kroningen af Storbritanniens Charles III og Camilla finder sted. Det er første gang siden 1953, at en britisk monark bliver kronet.

### Juni
- 2. juni  - Mindst 288 personer omkommer i en togulykke i Indien.[13]
- 9. juni - Donald Trump er tiltalt igen, denne gang i Florida, for at have stjålet hemmelige dokumenter da han forlod det Hvide Hus i 2021.[14]

### Juli
- 23. juli - Jonas Vingegaard vinder Tour de France for anden gang i træk.[15]
- 26. juli - Nigers første demokratisk valgte præsident Mohamed Bazoum afsættes ved et militærkup.

### August
- 6. august - Filmen Barbie omsætter for mere end én milliard dollar som den første film nogensinde med en kvindelig instruktør.
- 23. august - Lederen af Wagnergruppen, Jevgenij Prigosjin, omkommer ved et flystyrt.
- 30. august - Gabons præsident Ali Bongo afsættes ved et statskup.

### Oktober
- 3. oktober - Det Republikanske parti vælter Formanden for Repræsentanternes hus, Kevin McCarthy fra sin post, den første Formand for USAs repræsentanternes hus til at blive væltet fra magten.
- 7. oktober - Hamas indleder et overraskelsesangreb ind i Israel, hvilket igangsætter Israel-Hamaskrigen 2023
- 15. oktober. Prins Christians 18 års fødselsdag
- 20. - 21. oktober - en stormflod rammer den vestlige Østersø i det sydlige Danmark og Nordtyskland.
- 24. oktober - Jonas Vingegaard modtager cykelsportsprisen Vélo d'Or som den første dansker i historien.

### November
- 22. November - Valg i Nederlandene: Højrepopulisten Geert Wilders vinder valget, Socialdemokraten Frans Timmermans kommer på 2. pladsen.

### December
- 21. december - Det nordlige Europa rammes af Stormen Pia.

### Årsdage
- Litauens hovedstad Vilnius fejrer sin 700 årsdag.
- 29. oktober – Tyrkiet fejrer sin 100 årsdag.

## Dødsfald
- 1. januar – Lise Nørgaard, dansk journalist og TV-serieforfatter (født 1917).[16]
- 10. januar – Konstantin 2. af Grækenland, konge af Grækenland (1964–1973)[17]
- 12. januar – Lisa Marie Presley, amerikansk sanger og sangskriver (født 1968).[18]
- 16. januar – Gina Lollobrigida, italiensk skuespillerinde (født 1927).
- 21. januar – Ritt Bjerregaard, dansk politiker og tidligere minister (født 1941).[19]
- 18. februar – Britt Bendixen, dansk danseinstruktør (født 1942).[20]
- 18. februar – Leo Nielsen, dansk musiker (født 1955).[21]
- 1. marts – Just Fontaine, fransk fodboldspiller (født 1933).[22]
- 21. marts – Willis Reed, amerikansk basketballspiller (født 1942).[23]
- 1. april – Dario Campeotto, dansk sanger, skuespiller og entertainer (født 1939).
- 14. april – Bengt Burg, dansk radio- og tv-vært (født 1945).
- 24. maj – Tina Turner, amerikansk sangerinde (født 1939).
- 8. juni – Peter Belli, dansk sanger  (født 1943).
- 12. juni – Silvio Berlusconi, italiensk politiker og tidligere premierminister (født 1936).
- 28. oktober – Matthew Perry, canadisk/amerikansk skuespiller (født 1969).
- 26. december– Wolfgang Schäuble, tysk politiker (født 1942).[24]

## Nobelprisen
- Fysiologi eller medicin: Katalin Karikó og Drew Weissman "for deres opdagelser vedrørende nukleosidbasemodifikationer, der muliggjorde udviklingen af effektive mRNA-vacciner mod COVID-19".
- Fysik: Pierre Agostini, Ferenc Krausz og Anne L'Huillier for deres "eksperimentelle metoder som genererer attosekundpulser af lys for studier af elektrondynamik i materie".
- Kemi: Moungi G. Bawendi, Louis E. Brus og Aleksej I. Jekimov for "opdagelsen og syntesen af kvanteøer".
- Litteratur: Jon Fosse for "sine innovative teaterstykker og prosa, som giver stemme til det usigelige".
- Fredsprisen: Narges Mohammadi for sin "modige kamp for menneskerettigheder, frihed og demokrati i Iran".
- Økonomi: Claudia Goldin "for at have forøget vores forståelse af kvinders forhold på arbejdsmarkedet"